# Język otomi

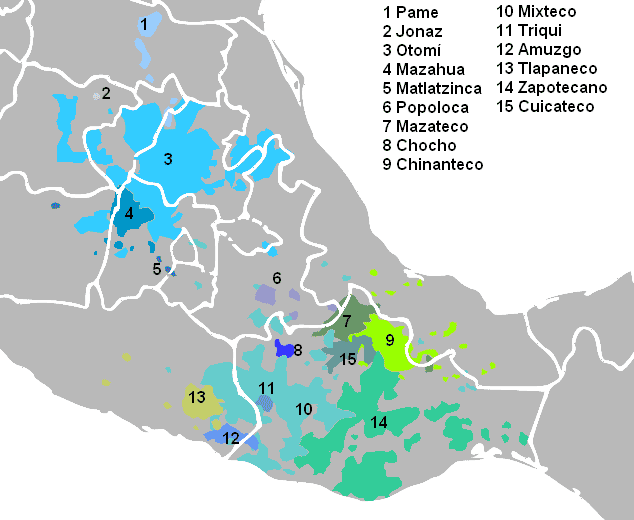
Zasięg geograficzny języka otomi na tle innych oto-mangueskich

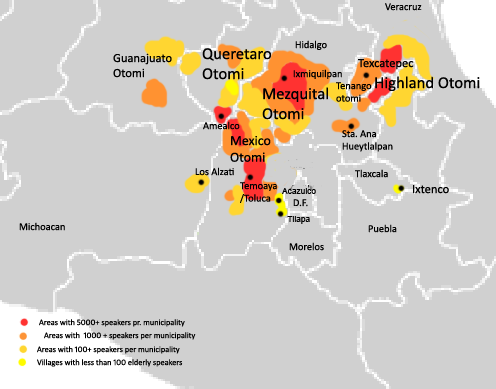
Główne grupy dialektów

Język otomi (hñahñü) – język Indian Otomi zamieszkujących centralny Meksyk, należący do oto-mangueskiej rodziny językowej. Charakteryzuje się znacznym rozbiciem dialektalnym. Serwis Ethnologue traktuje go jako makrojęzyk składający się z kilku odrębnych dialektów/języków.